# Трипкова
Трипкова је насеље у Србији у општини Чајетина у Златиборском округу. Према попису из 2022. било је 221 становник.
Налази се на западним обронцима планине Златибор. Познато је по сеоском туризму и акумулационом језеру Врутци. У близини је и манастир Рујан (обновљен 2007. године), познат по Рујанском четворојеванђељу, првој књизи штампаној на територији Србије.

## Демографија
У насељу Трипкова живи 327 пунолетних становника, а просечна старост становништва износи 51,1 година (49,0 код мушкараца и 53,1 код жена). У насељу има 144 домаћинства, а просечан број чланова по домаћинству је 2,58.
Ово насеље је великим делом насељено Србима (према попису из 2002. године), а у последња три пописа, примећен је пад у броју становника.
|  |

| Демографија | Демографија | Демографија |
| Година      | Становника  | Становника  |
| ----------- | ----------- | ----------- |
| 1948.       | 1.029       |             |
| 1953.       | 1.052       |             |
| 1961.       | 999         |             |
| 1971.       | 877         |             |
| 1981.       | 720         |             |
| 1991.       | 493         | 492         |
| 2002.       | 372         | 372         |

| Етнички састав према попису из 2002.‍ | Етнички састав према попису из 2002.‍ | Етнички састав према попису из 2002.‍ | Етнички састав према попису из 2002.‍ | Етнички састав према попису из 2002.‍ |
| ------------------------------------ | ------------------------------------ | ------------------------------------ | ------------------------------------ | ------------------------------------ |
|                                      |                                      |                                      |                                      |                                      |
| Срби                                 | Срби                                 |                                      | 371                                  | 99,73%                               |
| Југословени                          | Југословени                          |                                      | 1                                    | 0,26%                                |
| непознато                            | непознато                            |                                      | 0                                    | 0,0%                                 |

| Година пописа     | 1948. | 1953. | 1961. | 1971. | 1981. | 1991. | 2002. |
| ----------------- | ----- | ----- | ----- | ----- | ----- | ----- | ----- |
| Број домаћинстава | 165   | 175   | 178   | 189   | 197   | 166   | 144   |

| Број чланова      | 1  | 2  | 3  | 4  | 5 | 6  | 7 | 8 | 9 | 10 и више | Просек |
| ----------------- | -- | -- | -- | -- | - | -- | - | - | - | --------- | ------ |
| Број домаћинстава | 33 | 60 | 18 | 16 | 4 | 11 | 1 | 1 | 0 | 0         | 2,58   |

| Пол    | Укупно | Неожењен/Неудата | Ожењен/Удата | Удовац/Удовица | Разведен/Разведена | Непознато |
| ------ | ------ | ---------------- | ------------ | -------------- | ------------------ | --------- |
| Мушки  | 157    | 29               | 118          | 8              | 2                  | 0         |
| Женски | 175    | 13               | 128          | 34             | 0                  | 0         |
| УКУПНО | 332    | 42               | 246          | 42             | 2                  | 0         |

| Пол    | Укупно                    | Пољопривреда, лов и шумарство | Рибарство                            | Вађење руде и камена | Прерађивачка индустрија       |
| ------ | ------------------------- | ----------------------------- | ------------------------------------ | -------------------- | ----------------------------- |
| Мушки  | 65                        | 17                            | 0                                    | 0                    | 29                            |
| Женски | 26                        | 9                             | 0                                    | 0                    | 9                             |
| УКУПНО | 91                        | 26                            | 0                                    | 0                    | 38                            |
| Пол    | Производња и снабдевање   | Грађевинарство                | Трговина                             | Хотели и ресторани   | Саобраћај, складиштење и везе |
| Мушки  | 5                         | 1                             | 4                                    | 0                    | 2                             |
| Женски | 0                         | 0                             | 4                                    | 1                    | 1                             |
| УКУПНО | 5                         | 1                             | 8                                    | 1                    | 3                             |
| Пол    | Финансијско посредовање   | Некретнине                    | Државна управа и одбрана             | Образовање           | Здравствени и социјални рад   |
| Мушки  | 1                         | 0                             | 0                                    | 4                    | 0                             |
| Женски | 0                         | 0                             | 0                                    | 0                    | 2                             |
| УКУПНО | 1                         | 0                             | 0                                    | 4                    | 2                             |
| Пол    | Остале услужне активности | Приватна домаћинства          | Екстериторијалне организације и тела | Непознато            | Непознато                     |
| Мушки  | 2                         | 0                             | 0                                    | 0                    | 0                             |
| Женски | 0                         | 0                             | 0                                    | 0                    | 0                             |
| УКУПНО | 2                         | 0                             | 0                                    | 0                    | 0                             |